# چندصدایی

یک میزان از فوگ شمارهٔ ۱۷ در تنالیتهٔ لا بِمُل، ساختهٔ ی.س. باخ، از کتاب کلاویهٔ خوش‌کوک (Das Wohltemperierte Clavier) (بخش اول)، نمونه‌ای مشهور از موسیقی چندصدایی کنترپوانی

چندصدایی یا پُلی‌فونی (به فرانسوی: polyphonie، به انگلیسی: polyphony،)، بافت موسیقایی است که در آن چند بخش صدایی غالباً با هویت مستقل لحنی به‌طور هم‌زمان اجرا می‌شود.
چندصدایی شیوه‌ای است که در آن، دو یا چند صدا در قالب ملودی‌های مستقل‌اند، و هر کدام از این ملودی‌ها حرکت و روند خاص خود را در قالب یک مجموعه دارند. این ملودی‌ها با فواصل معین (نسبت به هم) و تابع قوانین هارمونی و چندصدایی هستند. دو یا چند ملودی در یک اثر چندصدایی درحقیقت عناصر و اجزای تشکیل‌دهندهٔ یک اثر هستند که هم‌زمان اجرا و شنیده می‌شوند، مانند فوگ و انوانسیون و….
چندصدایی از قرن نهم میلادی در اروپا مرسوم شد و تحول و گذری بود از بافت یک‌صدایی به بافت چندصدایی. یوهان سباستیان باخ، که از وی با عنوان «پدر چندصدایی» نام برده می‌شود، در دورهٔ باروک جزو اولین آهنگ‌سازان و ابداع‌کنندگان این شیوه به‌شمار می‌آید.